# El Águila, Guanajuato
El Águila är en ort i Mexiko.   Den ligger i kommunen San Miguel de Allende och delstaten Guanajuato, i den centrala delen av landet, 230 km nordväst om huvudstaden Mexico City. El Águila ligger 2 136 meter över havet och antalet invånare är 170.
Terrängen runt El Águila är platt åt nordväst, men åt sydost är den kuperad. Runt El Águila är det ganska tätbefolkat, med 108 invånare per kvadratkilometer. Närmaste större samhälle är San Miguel de Allende, 19,3 km väster om El Águila. Trakten runt El Águila består i huvudsak av gräsmarker.